# 通梁保安宮
通梁保安宮，亦作通樑保安宮，俗稱大王廟，古名保孜宮，臺灣澎湖縣廟宇，白沙鄉通梁村公廟，通梁澳角頭廟，主祀康府王爺。廟埕連結知名觀光勝境通梁古榕。

## 沿革
早期文獻常見「通樑」、「通梁」交錯並陳，今已定名「通梁」。「通梁」位於白沙島至西端，與西嶼島相隔吼門水道南北相望，約莫於明朝萬曆、天啟年間已有來自福建漳州的移民遷入，其村里名稱源自於聚落所建造房舍屋頂，其梁柱（樑柱）多由福建經海運而來，故取「通梁」之名，示不忘本。通梁在清領時期之初屬「瓦硐澳」管轄，嗣後人口漸眾，雍正五年（1727年）後自成「通梁澳」，並以通梁為澳社中心；日治時期先後改隸「頂山澳務署」、「白沙庄」；1945年二戰之後，通梁一度和大倉村（大倉嶼）合併，後又獨立一村，延續至今。
通梁保安宮確切開基年份不詳，主祀康府王爺，相傳乃由先民自中國大陸遷奉而至，但相傳建廟之際（約在明朝崇禎、南明永曆年間），保安宮原奉黑府千歲為主祀神明，後因神明降示，改以康府王爺為主神，康府王爺因時時顯靈，化解疾病、風土、地理等疑難雜症，甚為靈感，深受居民虔敬愛戴。
通梁保安宮於清領時期、日治時期的修建次數悉咸失載，僅知大正15年（1926年）大木匠師謝自南曾有參與修建工程，而根據民國84年（1995年）〈保安宮重建落成碑記〉，曾述保安宮原名保孜宮，但確切更名時間不詳，約略可知民國54年（1965年）全村戮力修建之時，仍作保孜宮。歷經三十年歲月，保安宮又顯老態，通梁鄉佬復組織重建委員會，並於民國82年（1993年）桂月興工，順利於民國84年（1995年）落成，即為今貌，該廟舍雕樑畫棟，與廟埕通梁古榕交映成輝，八方旅客雲集，香火亨旺，可謂相得益彰。

## 文物

### 德普環澎匾

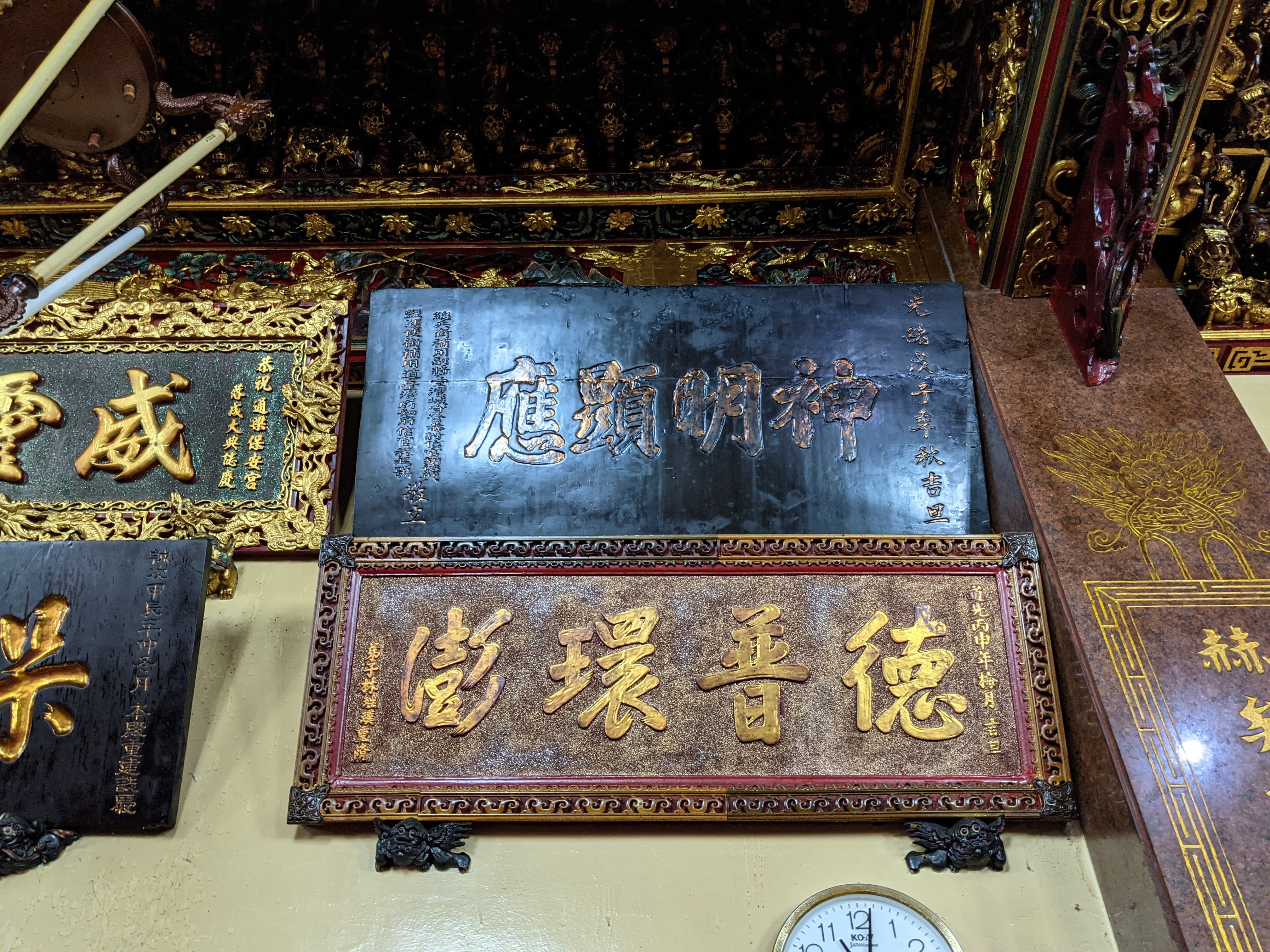
通梁保安宮殿內，上：「神明顯應匾」、下：「德普環澎匾」。

通梁保安宮內藏「德普環澎」一匾，上款：「道光丙申年梅月吉旦」、下款：「弟子林瑤璞重脩」，其中道光丙申年即道光十六年、公元1836年，為保安宮內所存最早文物；林瑤璞出世於嘉慶年間，世居通梁，家境殷實，今有通梁林家古宅，2007年11月21日登錄為澎湖縣歷史建築，得以窺見當年興旺之一斑。

### 神明感應匾
匾詞：「神明感應匾」；上款：「光緒戊子年秋吉旦」，下款：「總兵銜補用副將臺灣城守營參將信官胡德興」、「鹽運使銜補用道臺灣府知府信官程起鶚」敬立。
清領時期光緒十一年（1885年），臺灣、澎湖地區捲入西仔反（清法戰爭）戰事，戰事結束之後，清廷遂於光緒十三年（1887年）在臺灣獨立設「福建臺灣省」，開始在臺灣實施「土地清丈」、「開山撫番」等政策，接連引起各地強豪對政府不滿、糾紛時有頻傳，光緒十四年（1888年）臺東地區爆發大庄事件，清廷為了鎮壓動亂，乃派威定輪（西式輪船）載隊預定前往臺東登陸以武力降伏民亂，途中經行澎湖海域，因風浪過大、操縱不易導致觸礁沉沒，澎湖水師鎮都司李培林緊急派船搜救，此次船難造成四百餘人喪生，僅五十餘人獲救，包括台灣知府程起鶚、參將胡德興兩位高官。程起顎、胡德興獲救之後，將倖存恩德歸功於通梁保安宮康府王爺庇佑，遂聯名敬獻「神明顯應」一匾，以誌銘謝不忘。

## 分火
- 道光十二年（1832年），里人陳登遷居臺灣，隨身攜帶通梁保安宮香火袋，遂分火至梧棲，立梧棲順安宮。[1][12]

- 大正13年（1924年），通梁人陳芳、鄭場、鄭齊、鄭真達等遷居高雄，引保安宮香火分靈於高雄自宅供奉，並民國40年（1951年）間興建宮廟，即高雄鹽埕頂堡保安宮。[1][13]

## 圖輯

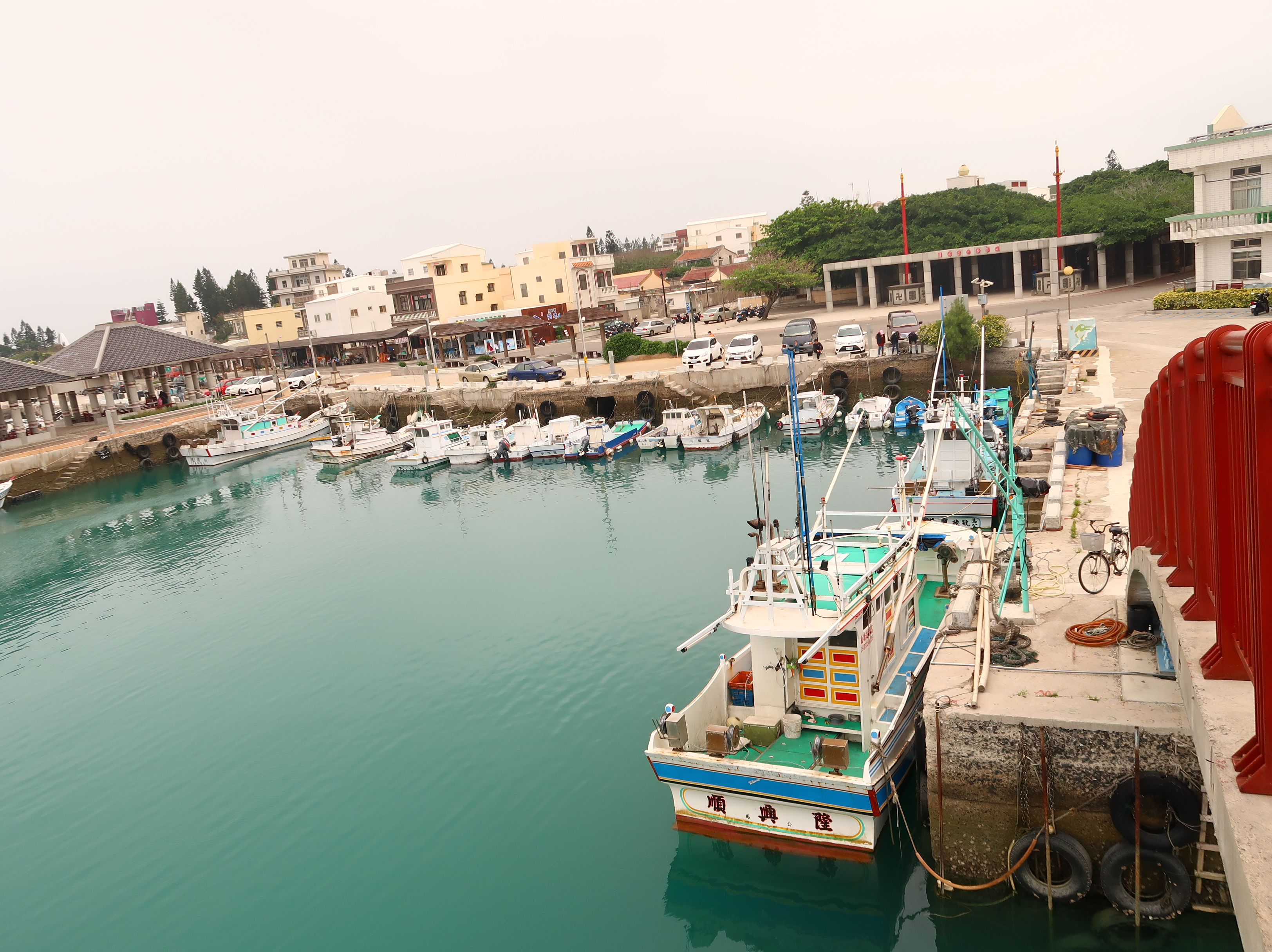
通梁保安宮榕樹群前南側堤岸
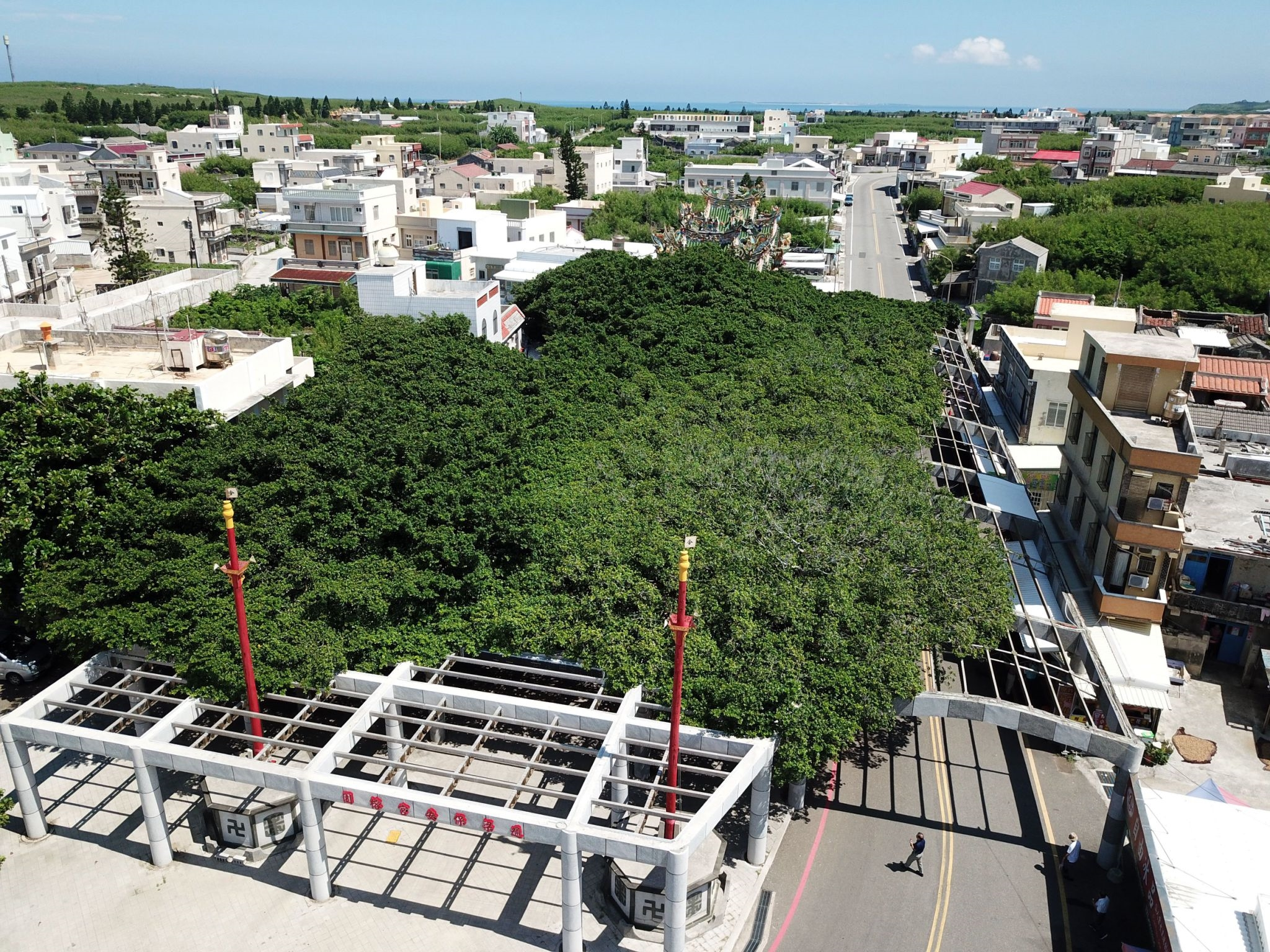
保安宮與榕樹空拍圖
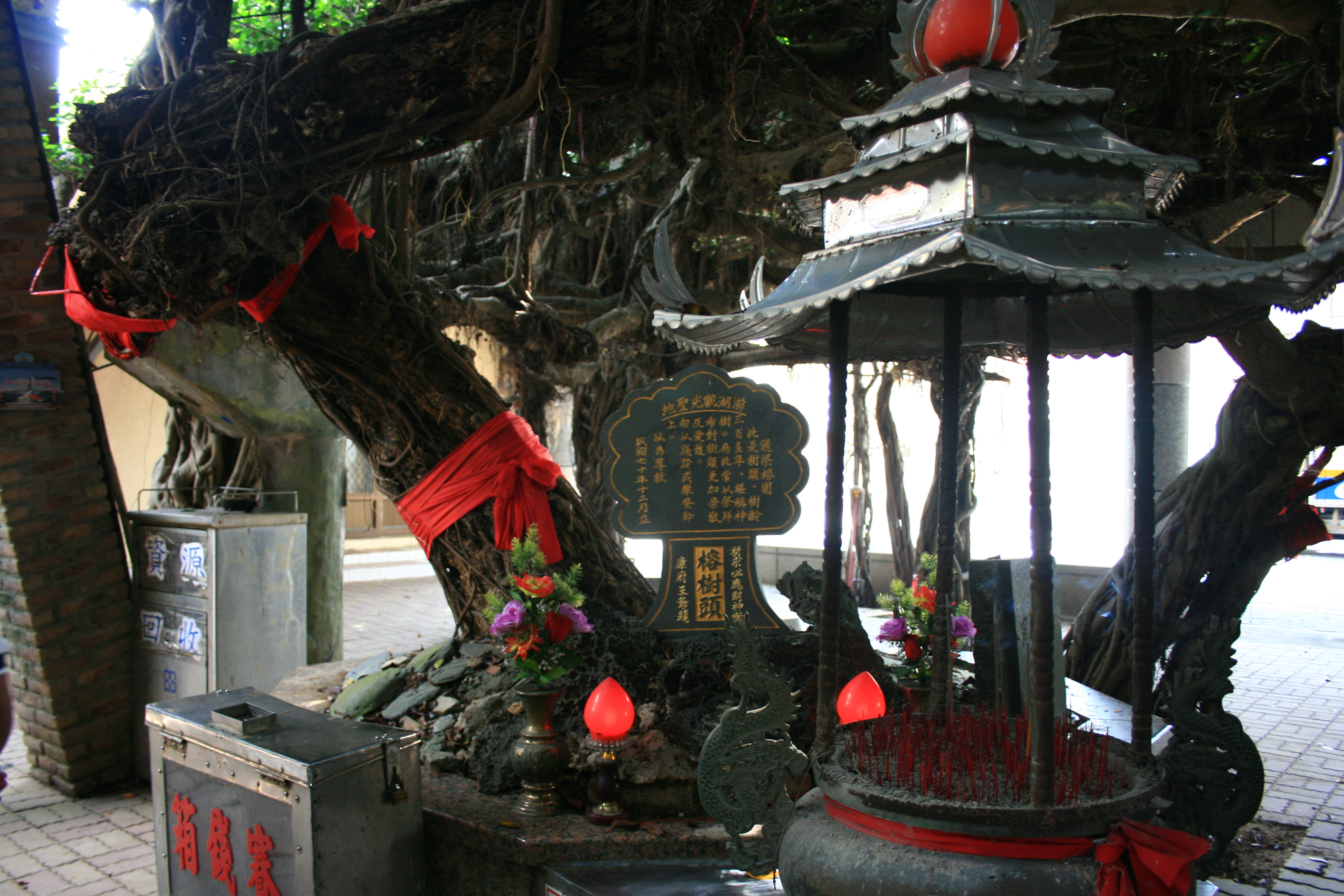
榕樹頭
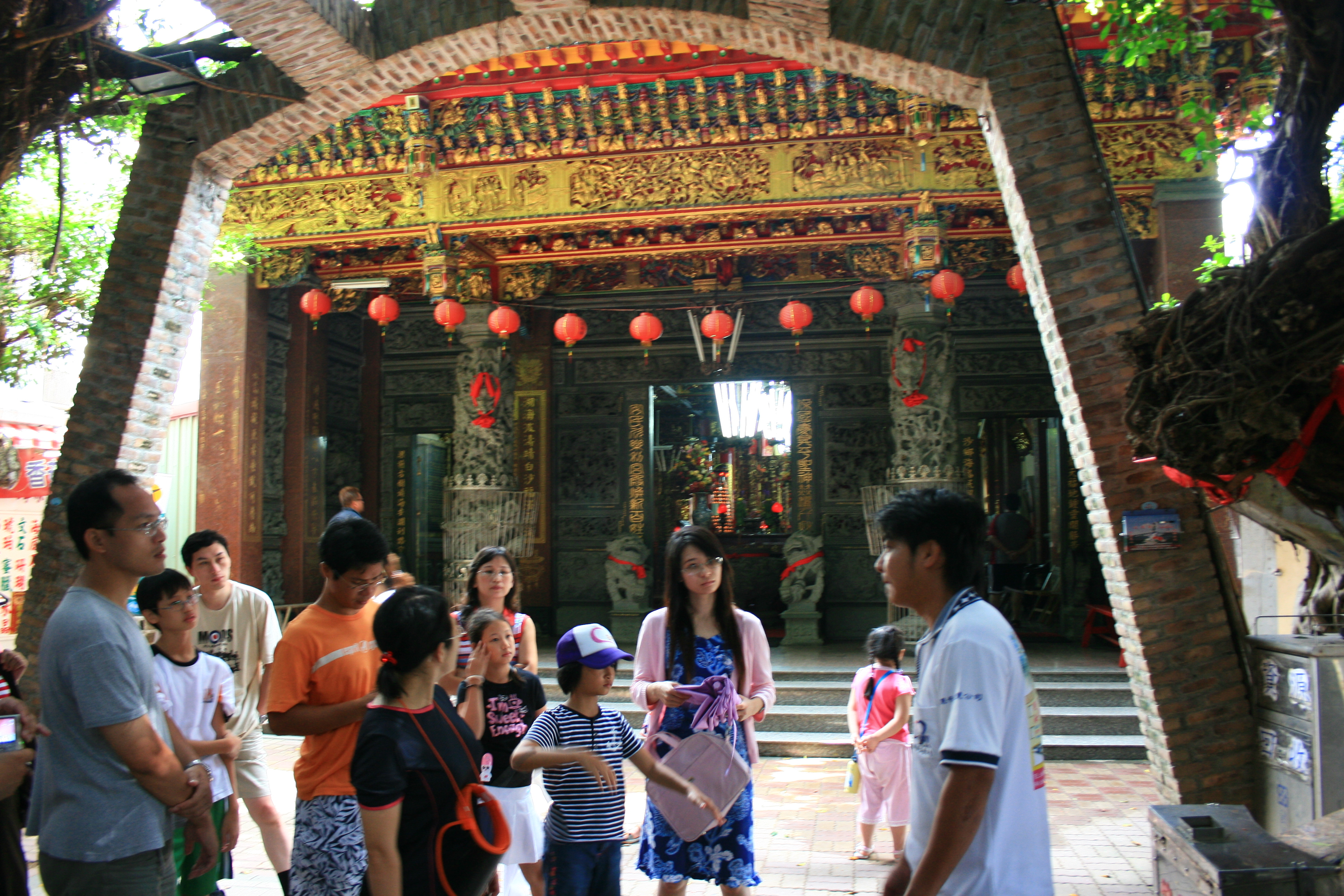
廟宇立面入口
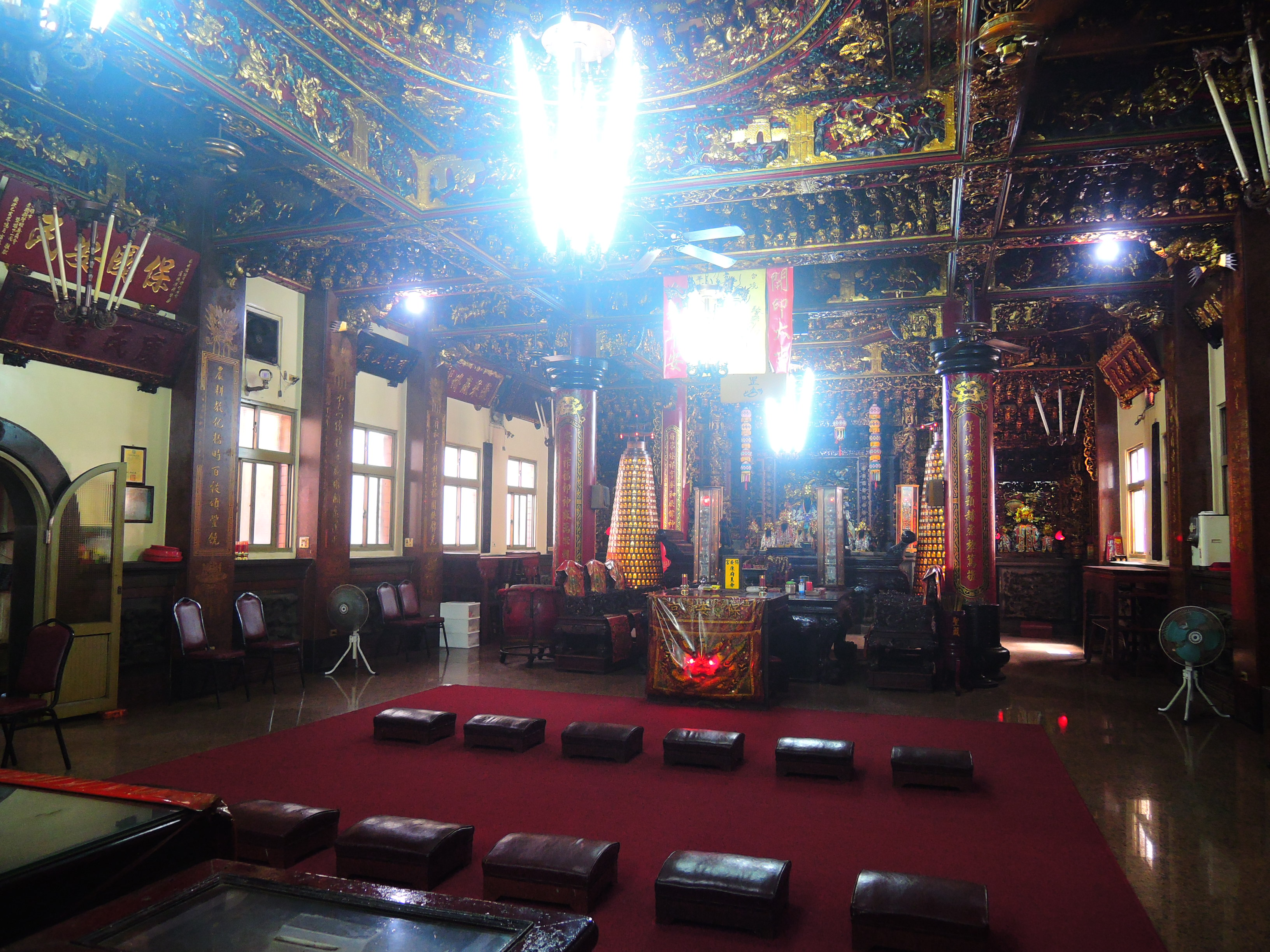
神明廳
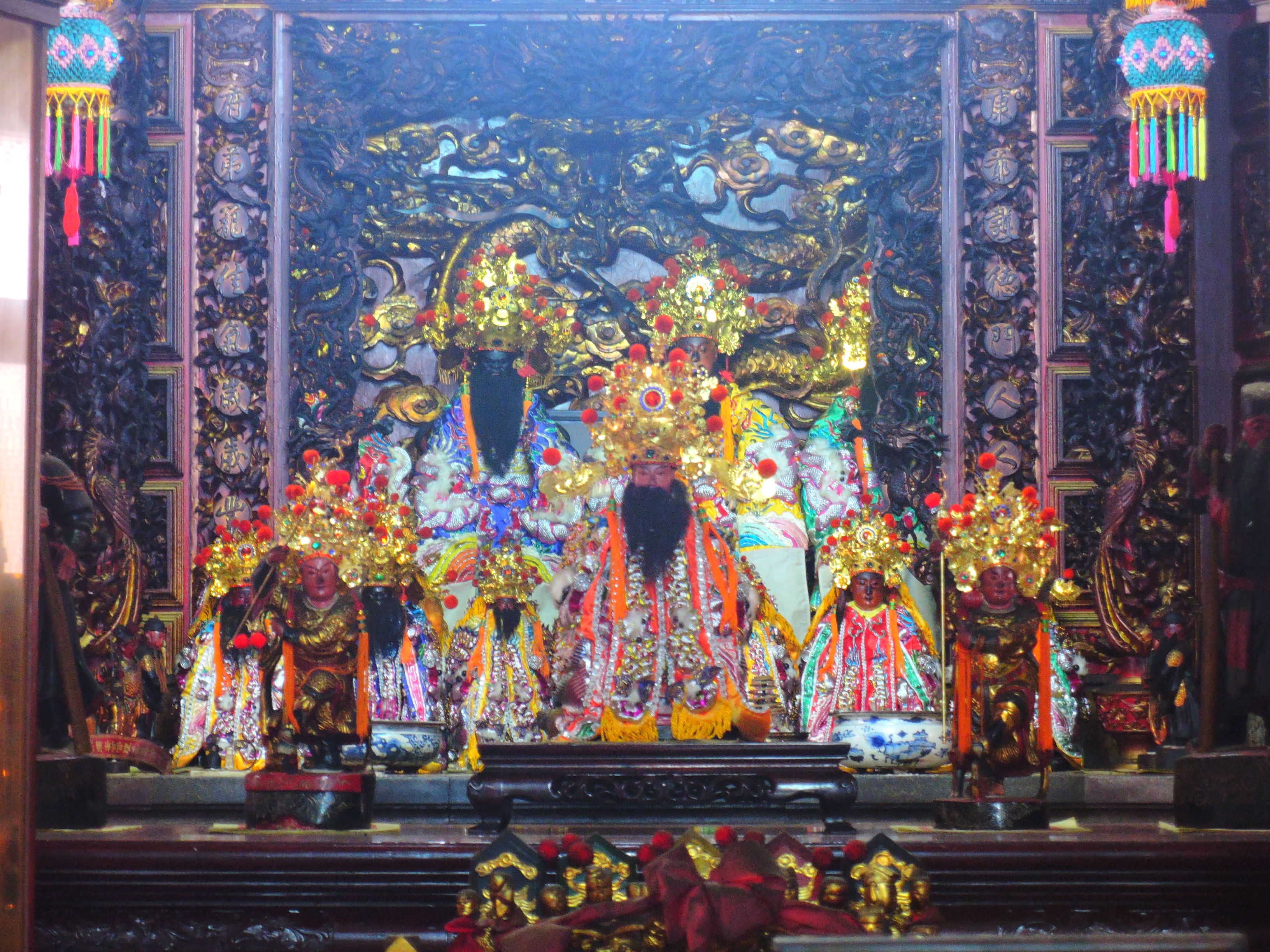
康府王爺等像

## 外部連結
- 澎湖通梁保安宮的Facebook專頁